# Massa Fermana
Massa Fermana – miejscowość i gmina we Włoszech, w regionie Marche, w prowincji Fermo.
Według danych na styczeń 2009 gminę zamieszkiwało 998 osób przy gęstości zaludnienia 128,9 os./1 km².